# Лукашев, Николай Григорьевич
Никола́й Григо́рьевич Лукашев (Лукашов) (1911 — 7 сентября 1939, Ленинград) — советский футболист, полузащитник
В 1937—1938 годах провёл с составе ленинградского «Сталинца» 9 игр в первенстве СССР и две — в Кубке.
Скончался 7 сентября 1939 года. Похоронен на Богословском кладбище.